# Small (Zeitschrift)
Small (nach ISO 4 ebenfalls Small) ist eine wissenschaftliche Fachzeitschrift, die vom Wiley-VCH Verlag veröffentlicht wird. Die Zeitschrift wurde 2005 gegründet und erscheint derzeit mit 48 Ausgaben im Jahr. Es werden Artikel veröffentlicht, die sich mit Fragen der Nanotechnologie und der Nanowissenschaft beschäftigen.
Der Impact Factor lag im Jahr 2020 bei 13,281. Nach der Statistik des Web of Science wird das Journal mit diesem Impact Factor in der Kategorie multidisziplinäre Chemie an 18. Stelle von 178 Zeitschriften, in der Kategorie multidisziplinäre Materialwissenschaft an 25. Stelle von 334 Zeitschriften, in der Kategorie angewandte Physik an elfter Stelle von 160 Zeitschriften, in der Kategorie Nanowissenschaft und Nanotechnologie an 13. Stelle von 106 Zeitschriften, in der Kategorie physikalische Chemie an 14. Stelle von 162 Zeitschriften und in der Kategorie Physik, kondensierte Materie an siebter Stelle von 69 Zeitschriften geführt.